# Nouria Hernandez
Nouria Hernández es una bióloga suiza y rectora de la Universidad de Lausana (desde el 1 de agosto de 2016). Fue profesora de biología molecular en la Universidad de Lausana de 2004 a 2016.

## Vida y carrera
Nouria Hernández estudió en la Universidad de Ginebra (1980) y recibió un doctorado en la Universidad de Heidelberg (1983). De 1983 a 1986, trabajó en la Universidad de Yale. En 1987, fue nombrada líder de grupo en el Laboratorio de Cold Spring Harbor y en 1988, se convirtió en profesora en la Escuela de Ciencias Biológicas de Watson.
En 2004, se mudó a Europa y se convirtió en profesora de la Universidad de Lausana donde, entre 2005 y 2014, también fue directora del Centro para Genómica Integrativa. En 2007, recibió el Premio Cloëtta. Entre 2008 y 2014, Nouria Hernández también fue miembro del comité central de la Academia Suiza de Ciencias Naturales.

### Rectora de la Universidad de Lausana
En agosto de 2015, después de haber sido seleccionado por una votación del Consejo Universitario (por 26 votos de un total de 39), el Consejo de Estado de Vaud nominó a Nouria Hernández como rectora de la Universidad de Lausana a partir del 1 de agosto de 2016. Es la primera mujer en dirigir la Universidad.
Como rectora, una de sus prioridades será promover el tema del desarrollo sostenible (con la idea de supervivencia a largo plazo de las próximas generaciones). Ella ve el desarrollo sostenible como un tema interdisciplinario de reflexión que involucra no solo la tecnología sino también la biología, la ecología, la filosofía, la economía y la política.